# Heckler & Koch P9
La P9 è una pistola semiautomatica prodotta dalla Heckler & Koch dal 1969 al 1978.
Progettata per utilizzare munizioni 9 mm Parabellum, la P9 non ebbe grande successo, ne furono prodotti solo 485 pezzi. Servì però da base per lo sviluppo della pistola a doppia azione P9S.
Benché fuori produzione dal 1978, la HK P9 è disponibile in una versione prodotta in Grecia con la sigla "EP9S".